# Cheli (futbolista)
José Manuel González Ortiz, Cheli, (Lepe, 29 de enero de 1979) es un exfutbolista español. 
La mayoría de su carrera la ha disputado en el Recreativo de Huelva. El 31 de agosto de 2009 se confirmó su fichaje por la Unió Esportiva Lleida, de la Segunda División B del fútbol español. Finalizada la temporada, volvió al equipo de su ciudad natal, el San Roque de Lepe, recién ascendido a Segunda División B.

## Clubes
| Club                         | País              | Año       |
| ---------------------------- | ----------------- | --------- |
| Club Deportivo Isla Cristina | Bandera de España | 1998-1999 |
| Recreativo de Huelva         | Bandera de España | 1999-2002 |
| Club Deportivo Badajoz       | Bandera de España | 2002-2003 |
| Real Jaén                    | Bandera de España | 2003-2004 |
| Recreativo de Huelva         | Bandera de España | 2004-2007 |
| Málaga CF                    | Bandera de España | 2007-2009 |
| Unió Esportiva Lleida        | Bandera de España | 2009-2010 |
| CD San Roque                 | Bandera de España | 2010-2011 |